# Ardennes
Ardennes (08) (Nederlands: Ardennen) is een departement in het noordoosten van Frankrijk (regio Grand Est), dat zijn naam ontleent aan de Ardennen, die gedeeltelijk tot dit territorium worden gerekend. De hoofdstad is Charleville-Mézières.

## Geschiedenis
Het departement was een van de 83 departementen die werden gecreëerd tijdens de Franse Revolutie, op 4 maart 1789 door uitvoering van de wet van 22 december 1789, vertrekkend van een deel van de provincie Champagne, de Argonne en het prinsdom Sedan. Opmerkelijk was dat slechts een beperkt deel van dit nieuwe departement in de geografische streek van de Ardennen lag (alleen het noordelijke deel). Het zuidwestelijk deel van de huidige Belgische provincie Namen, rond Philippeville, en het grondgebied van het Hertogdom Bouillon lagen oorspronkelijk in het departement Ardennes maar werden na de nederlaag van Napoleon bij het Verenigd Koninkrijk der Nederlanden gevoegd, waardoor van het departement Ardennes het enkel de Pointe de Givet ('punt van Givet') is die nog in de Ardennen ligt.

## Geografie
Naast de geografische Franse Ardennen (Regionaal natuurpark van de Ardennen) maken drie andere streken deel uit van het departement: in het zuidoosten ligt de Argonne, een cuestalandschap met dichte bossen en diepe valleien dat zich verder uitstrekt over delen van de departementen Marne en Meuse. Helemaal in het zuiden liggen de kale vlaktes van de Champagne. In het zuidwesten vindt men de Porcien, een overgangsgebied tussen de lagere gebieden in het zuiden en de hogere gebieden in het noorden. In het uiterste westen ligt ten slotte de Thiérache, een licht glooiend heuvellandschap dat zich verder uitstrekt over delen van Aisne en het Noorderdepartement.

## Bestuurlijke indeling
Het departement Ardennes maakt deel uit van de regio Grand Est. Het grenst aan de departementen Meuse, Marne en Aisne, alsook aan België.
Ardennes bestaat uit de vier arrondissementen:
- Arrondissement Charleville-Mézières
- Arrondissement Rethel
- Arrondissement Sedan
- Arrondissement Vouziers

Ardennes heeft 19 kantons:
- Kantons van Ardennes

Ardennes heeft 452 gemeenten (stand op 1 januari 2015):
- Lijst van gemeenten in het departement Ardennes (Lijst van voormalige gemeenten in Ardennes)

## Demografie
Inwoners van het departement Ardennes noemt men Ardennais, alhoewel dat begrip ook slaat op inwoners van een veel groter gebied in Frankrijk en België.

### Demografische evolutie sinds 1962
| Naam       | Index 1962 | Index 1968 | Index 1975 | Index 1982 | Index 1990 | Index 1999 | Index 2008 | Index 2019 |
| ---------- | ---------- | ---------- | ---------- | ---------- | ---------- | ---------- | ---------- | ---------- |
| Ardennes   | 100,0      | 103,0      | 103,0      | 100,7      | 98,7       | 96,6       | 94,7       | 90,1       |
| Frankrijk* | 100,0      | 107,1      | 113,3      | 117,0      | 121,9      | 126,0      | 133,8      | 140,1      |

| Naam       | Inw./Km² 1962 | Inw./km² 1968 | Inw./km² 1975 | Inw./km² 1982 | Inw./km² 1990 | Inw./km² 1999 | Inw./km² 2008 | Inw./km² 2019 |
| ---------- | ------------- | ------------- | ------------- | ------------- | ------------- | ------------- | ------------- | ------------- |
| Ardennes   | 57,4          | 59,2          | 59,2          | 57,8          | 56,7          | 55,5          | 54,4          | 51,7          |
| Frankrijk* | 84,2          | 90,1          | 95,4          | 98,5          | 102,7         | 106,1         | 112,7         | 119,7         |

Frankrijk* = exclusief overzeese gebieden
Bron: Recensement Populaire INSEE - 1962 tot 1999 population sans doubles comptes, nadien Population Municipale
Op 1 januari 2022 had Ardennes 267.204 inwoners.

### De 10 grootste gemeenten in het departement
| Nr. | Gemeente             | Aantal inwoners (2022) |
| --- | -------------------- | ---------------------- |
| 1   | Charleville-Mézières | 45.634                 |
| 2   | Sedan                | 16.727                 |
| 3   | Rethel               | 7.435                  |
| 4   | Givet                | 6.356                  |
| 5   | Revin                | 5.795                  |
| 6   | Nouzonville          | 5.548                  |
| 7   | Bogny-sur-Meuse      | 4.947                  |
| 8   | Vouziers             | 3.862                  |
| 9   | Villers-Semeuse      | 3.628                  |
| 10  | Vrigne aux Bois      | 3.524                  |

## Afbeeldingen

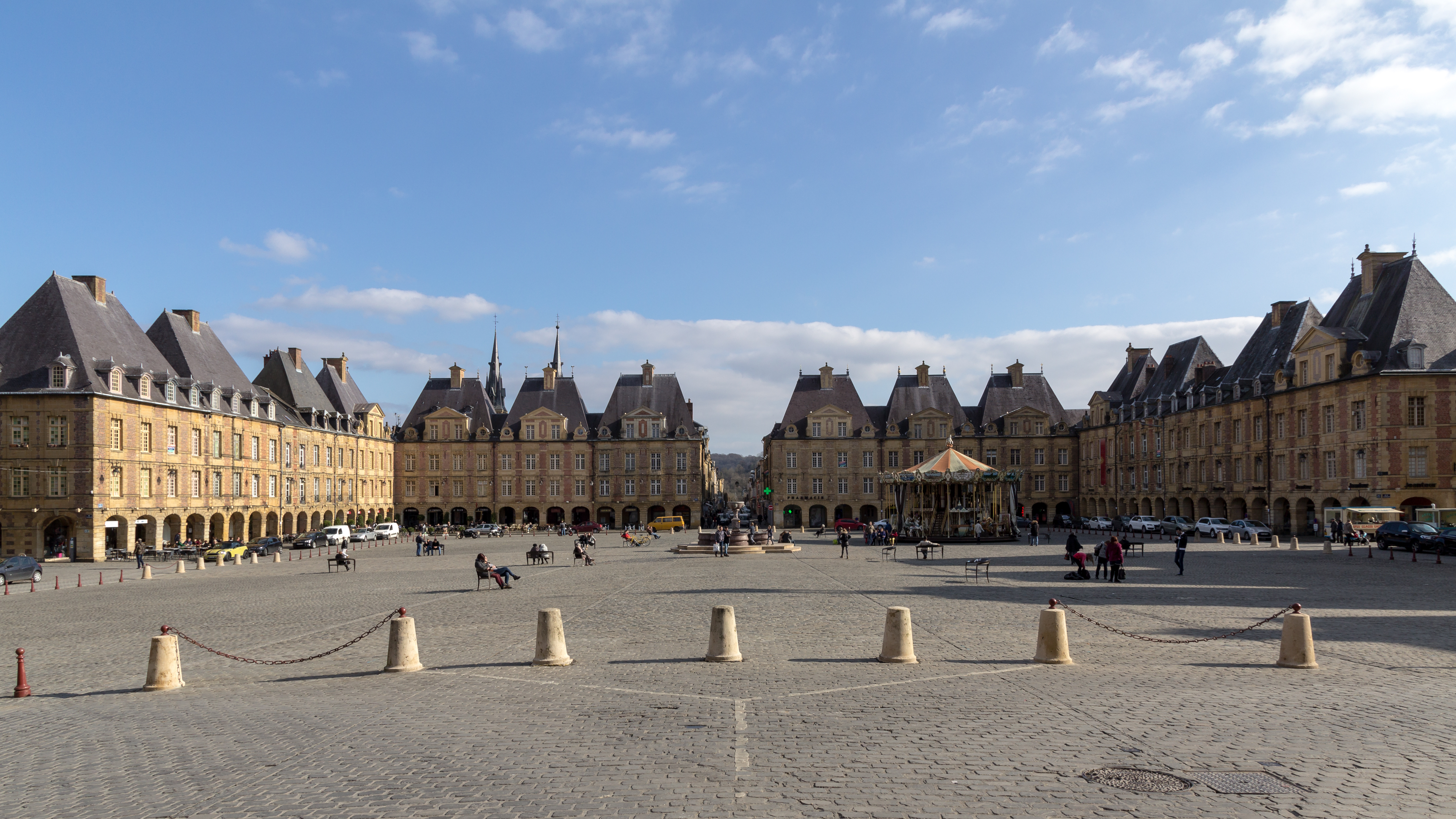
Place Ducale, Charleville-Mézières
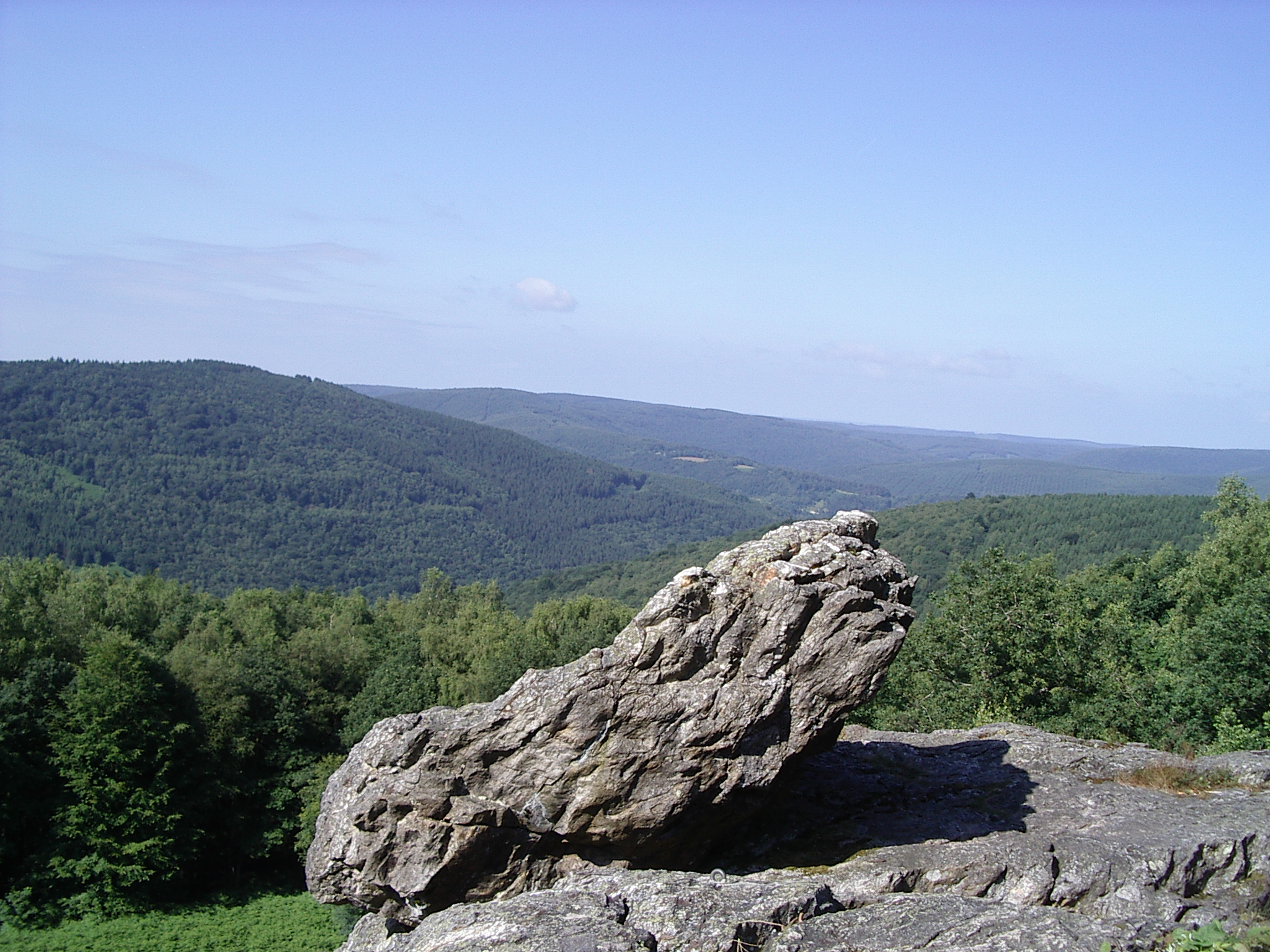
Roc la Tour
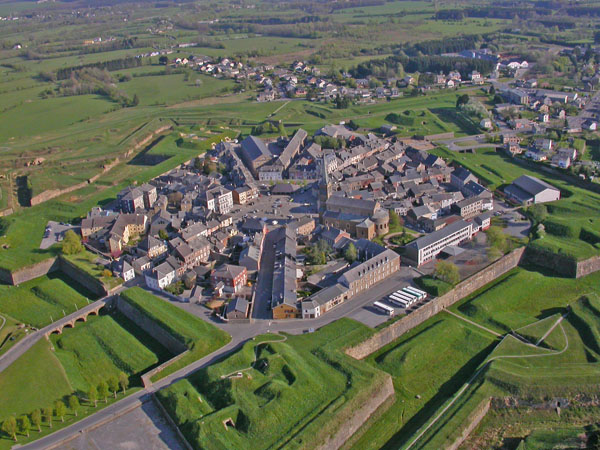
Rocroi
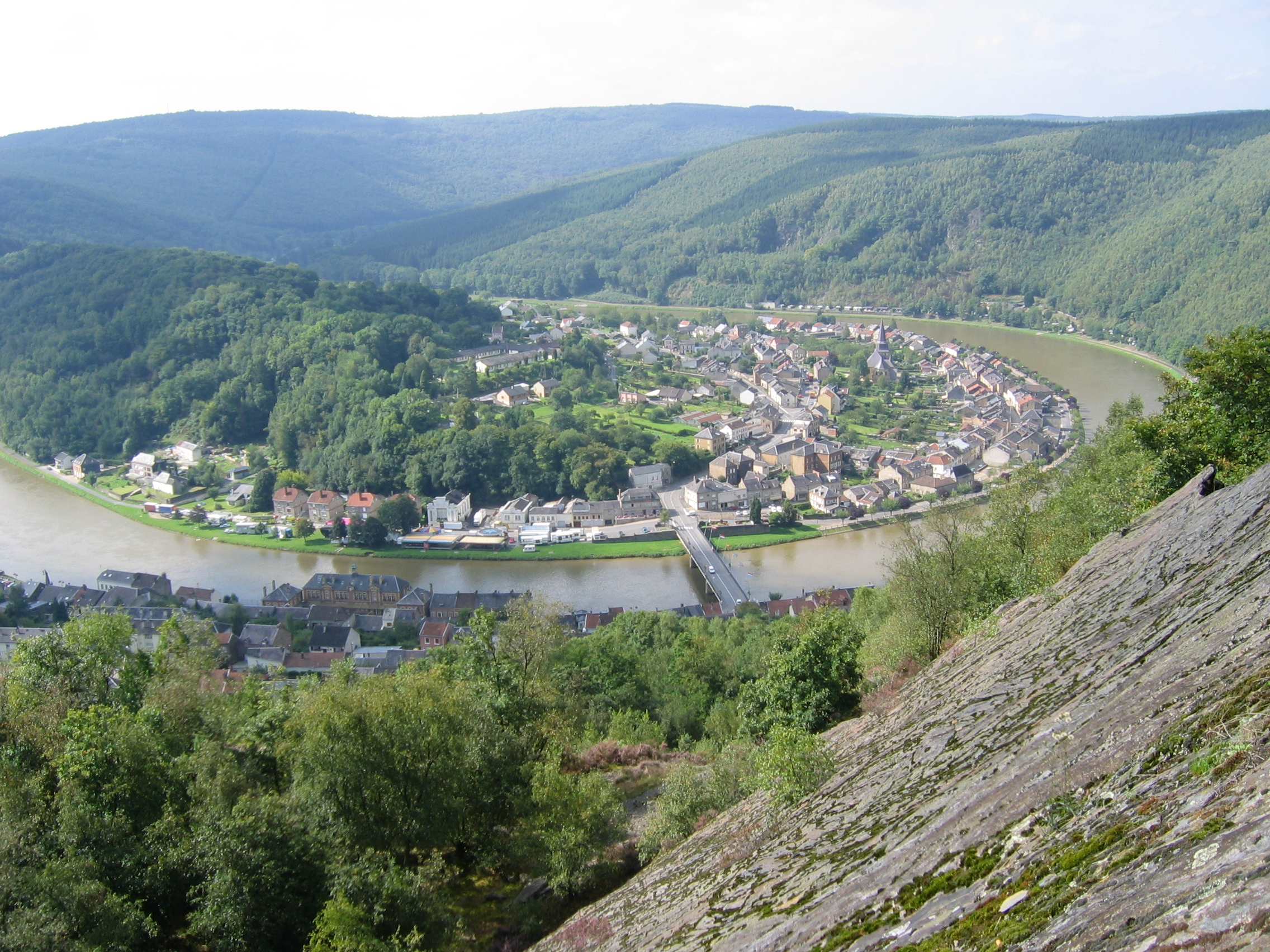
Monthermé
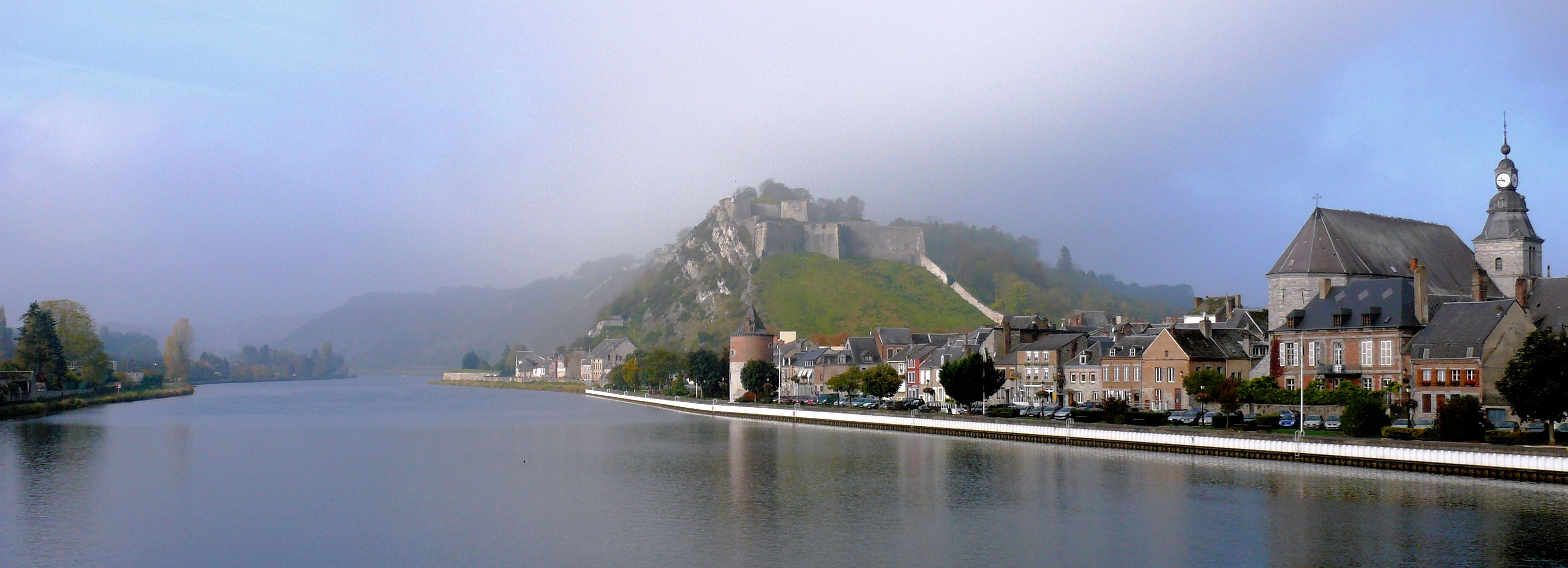
Givet
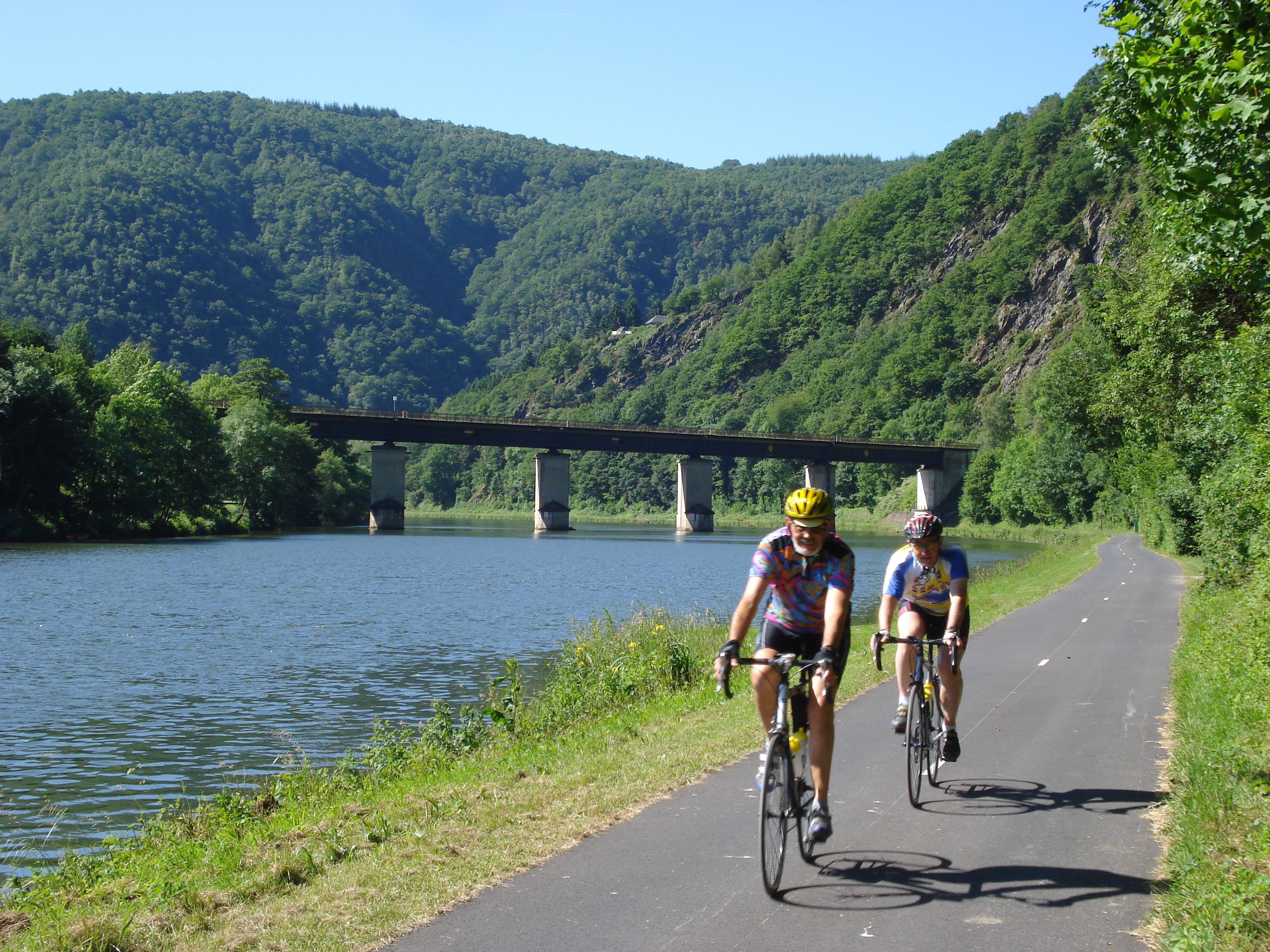
Langs de Maas bij Laifour